# Agorakritos
Agorakrotis z Paros (druga połowa V wieku p.n.e.) – grecki rzeźbiarz, uczeń Fidiasza z którym pracował przy fryzie Partenonu.
Był twórcą posągu Nemezis w Ramnus, Ateny Ithonia i Zeusa w Koronei oraz Matki Bogów dla Metroonu w Atenach. Fragment posągu Nemezis został odnaleziony podczas wykopalisk, jest on znany też z kopii rzymskiej.